# Gustav Langbein
Gustav Karl Heinrich August Langbein (* 16. April 1833 in Friedland (Mecklenburg); † 8. Mai 1915 ebenda) war ein deutscher evangelisch-lutherischer Theologe. Von 1886 bis 1904 war er als Superintendent der leitende Geistliche in Mecklenburg-Strelitz.

## Leben
Gustav Langbein war ein Sohn des früh verstorbenen Konrektors in Friedland Wilhelm Langbein (1801–1840) und dessen Frau Sophie, geb. Matthias, einer Pfarrerstochter aus Altenhagen in Pommern. Von 1842 bis 1852 besuchte er die Bürgerschule und das Gymnasium in Friedland. Anschließend studierte er bis 1855 Evangelische Theologie an den Universitäten Erlangen und Berlin. Während seines Studiums in Erlangen wurde er 1853 Mitglied der Burschenschaft der Bubenreuther. Nach seinem Examen war er, wie damals üblich, als Hauslehrer in Damerow (Pommern) tätig.
Langbein wurde Hilfslehrer und 1862 Rektor der Bürgerschule und Höheren Töchterschule in Friedland. 1865 wechselte er als Rektor der Höheren Töchterschule nach Neustrelitz. 1870 wurde er Pastor in Weitin (heute Ortsteil von Neubrandenburg). 1877 kam er als Konsistorialrat zurück nach Neustrelitz und erhielt zugleich die Oberaufsicht über die Großherzogliche Bibliothek und die damit verbundenen Sammlungen (Münzkabinett und Altertümersammlung). Zum Jahreswechsel 1886/87 ernannte ihn Großherzog Friedrich Wilhelm II. als Nachfolger von Hermann Leberecht Ohl zum Hofprediger und Superintendenten für Mecklenburg-Strelitz mitsamt dem Fürstentum Ratzeburg. 1895 erhielt er den Titel Oberhofprediger. 1904 wurde er pensioniert und zog nach Friedland zurück. Sein Nachfolger als Superintendent wurde Karl Horn.
Gustav Langbein war seit 1861 verheiratet Emma, geb. Sauer (1837–1894), Tochter des Ratskellerpächters und Weinhändlers in Friedland, Heinrich Saur. Seiner Ehe entstammten zwei Söhne und drei Töchter. Gustav Fölsch (1857–1903), von 1886 bis 1903 Bürgermeister von Woldegk war sein Schwiegersohn.